# Lunges Reagenz

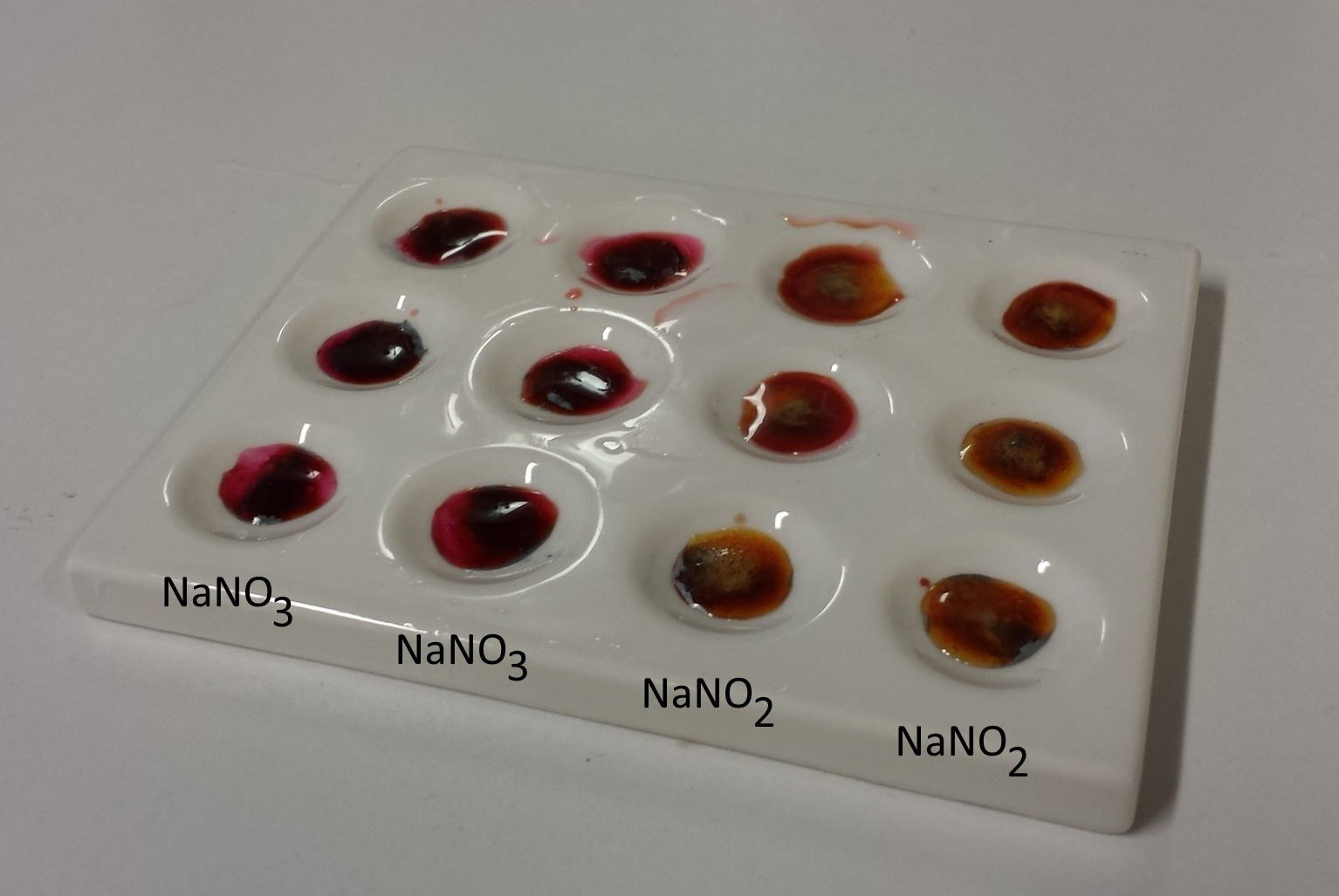
Blindprobe der Lunges-Reagenz mit Natriumnitrat (NaNO_{3}) in Spalte 1 und 2 und Natriumnitrit (NaNO_{2}) in Spalte 3 und Spalte 4 kurz nach der Zugabe

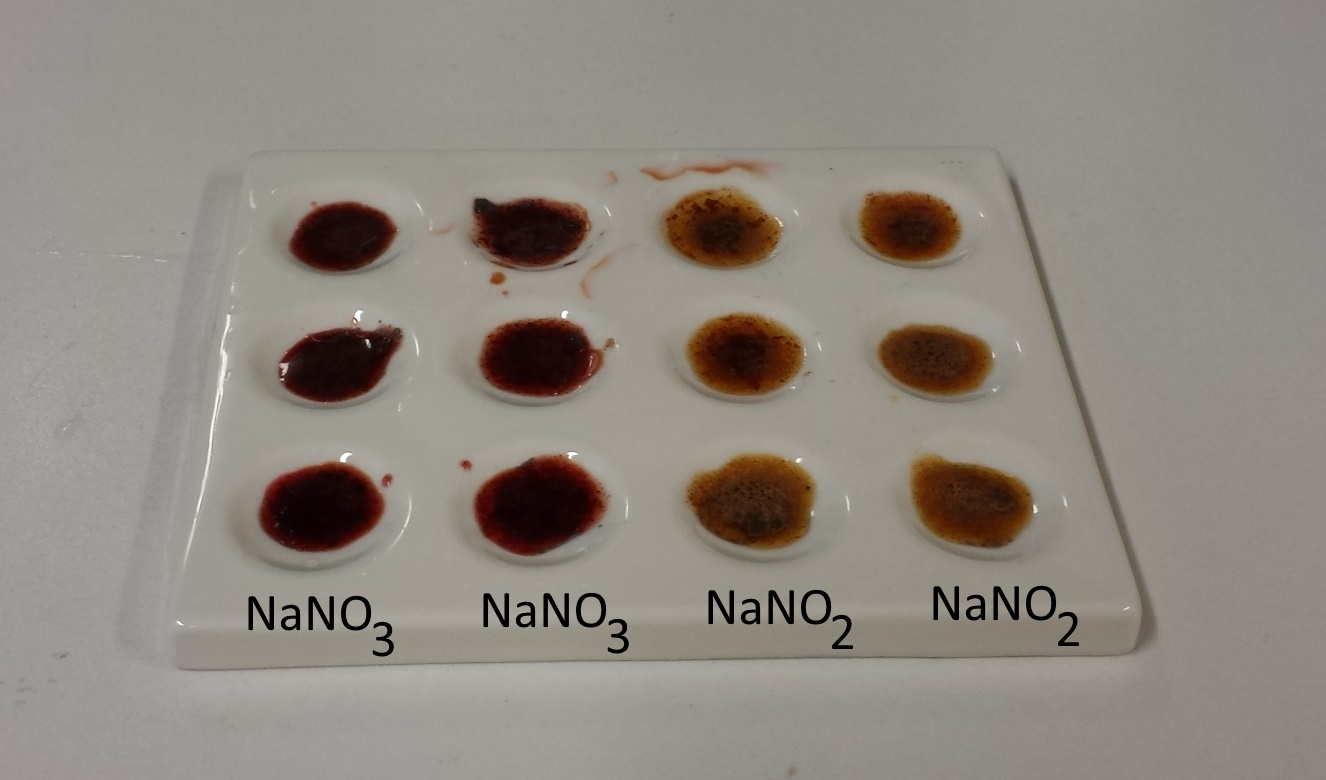
Blindprobe der Lunges-Reagenz mit Natriumnitrat (NaNO_{3}) in Spalte 1 und 2 und Natriumnitrit (NaNO_{2}) in Spalte 3 und Spalte 4 nach dem Verrühren

Lunges Reagenz ist eine nach Georg Lunge benannte Lösung aus Lunge I (Sulfanilsäure) und Lunge II (1-Naphthylamin, auch α-Naphthylamin) und dient in der anorganischen Analytik zum qualitativen und quantitativen Nachweis von Nitrit und Nitrat. Die zugrunde liegende Reaktion ist auch als Griess‐Ilosvay‐Reaktion bekannt.

Reaktionsschema der Reaktion des Lunges Reagenz mit Nitrit. Durch Zugabe von jeweils 2–3 Tropfen Lunge I und II bildet sich zuerst aus der Sulfanilsäure (1) ein Diazoniumsalz (2), das mit 1-Naphthylamin (3) weiter zu einem Azofarbstoff (4) reagiert und die Lösung sehr schnell rot färbt.

Für den Nachweis von Nitrat muss dieses erst durch Zinkstaub und Eisessig (Ethansäure) zu Nitrit reduziert werden.
{\displaystyle \mathrm {NO_{3}^{-}+Zn+2\ H^{+}\rightarrow \ NO_{2}^{-}+Zn^{2+}+H_{2}O} }
Zur Durchführung des Nachweises wird in ein Reagenzglas etwas Zinkpulver und darüber essigsaure Sulfanilsäure (1) und das α-Naphthylamin (3) gegeben und abgewartet, ob durch Verunreinigungen die Lösung schon vorher rot verfärbt wird. Ist dies nicht der Fall, so kann zum Nachweis ein wenig der zu untersuchenden Substanz (als Lösung oder Feststoff) zugegeben werden.
Um Nitrat auch beim Vorhandensein von Nitrit nachzuweisen, muss man Letzteres vor der Zugabe von Zink mit Amidoschwefelsäure zu Stickstoff reduzieren:
{\displaystyle \mathrm {HNO_{2}+(NH_{2})HSO_{3}\rightarrow \ H_{2}SO_{4}+N_{2}+H_{2}O} }
Da die Nachweisreaktion äußerst empfindlich ist, empfiehlt es sich, parallel eine Blindprobe durchzuführen.
Wegen einer vermuteten kanzerogenen Wirkung des in α-Naphthylamin oft enthaltenen β-Naphthylamin wird dieses heutzutage meist durch α-Naphthyl-ethylendiamin (als Dihydrochlorid) ersetzt.
Ein weiterer Nachweis von Nitriten erfolgt mittels Grieß-Reagenz nach Johann Peter Grieß.

## Störung
Manche Anionen, wie Bromid (Br−), Iodid (I−), Chlorat (ClO3−), Iodat (IO3−), Sulfid (S2−), Sulfit (SO32−), Thiosulfat (S2O32−), Thiocyanat (SCN−), Chromat (CrO42−), gelbes ([Fe(CN)6]4−) und rotes Blutlaugensalz ([Fe(CN)6]3−) können die Reaktion stören und damit den Nachweis beeinflussen. Br−, I− und S2− können durch Silbersulfat gefällt werden, S2− kann auch mit Cadmiumacetat versetzt werden, so dass Cadmiumsulfid ausfällt. Bei CrO42− wird Bariumchlorid eingesetzt, es fällt dann Bariumchromat aus.